# Lehliu Gară
Lehliu Gară este un oraș în județul Călărași, Muntenia, România, format din localitatea componentă Lehliu Gară (reședința), și din satele Buzoeni, Răzvani și Valea Seacă.

## Așezare
Orașul se află în câmpia Bărăganului și este traversat de autostrada București Constanța, pe care este deservit de o ieșire, precum și de șoseaua națională DN3, care leagă Călărașiul de București. La Lehliu-Gară, din acest drum se ramifică șoseaua națională DN3A, care duce la Fetești. Cele două drumuri se intersectează la Lehliu Gară cu șoseaua județeană DJ201B, care duce spre sud la Valea Argovei și spre nord în județul Ialomița la Sălcioara și Ciochina.

## Istorie
În zona actuală a orașului Lehliu-Gară nu a funcționat nicio comună până la începutul secolului al XX-lea. Anuarul Socec din 1925 consemnează satele Culcați-Răzvani și Valea Seacă în comuna Lupșanu din plasa Lehliu a județului Ialomița. În 1931, aceste două sate s-au separat și au format comuna Răzvani.
În 1950, comuna Răzvani a devenit reședința raionului Lehliu din regiunea Ialomița și apoi (după 1952) din regiunea București. În 1968, a revenit la județul Ialomița, reînființat, i s-a arondat și satul Buzoeni (fost la comuna Valea Argovei) și i s-a schimbat numele în Lehliu-Gară după numele principalei localități apărută pe teritoriul ei. În 1981, o reorganizare administrativă regională a dus la transferarea comunei la județul Călărași, iar în 1989 comuna Lehliu Gară a fost promovată la rang de oraș.

## Demografie
Componența etnică a orașului Lehliu Gară
     Români (71,82%)
     Romi (16,42%)
     Alte etnii (0,1%)
     Necunoscută (11,65%)
Componența confesională a orașului Lehliu Gară
     Ortodocși (84,94%)
     Penticostali (2,2%)
     Alte religii (0,6%)
     Necunoscută (12,25%)
Conform recensământului efectuat în 2021, populația orașului Lehliu Gară se ridică la 5.991 de locuitori, în scădere față de recensământul anterior din 2011, când fuseseră înregistrați 6.502 locuitori. Majoritatea locuitorilor sunt români (71,82%), cu o minoritate de romi (16,42%), iar pentru 11,65% nu se cunoaște apartenența etnică. Din punct de vedere confesional, majoritatea locuitorilor sunt ortodocși (84,94%), cu o minoritate de penticostali (2,2%), iar pentru 12,25% nu se cunoaște apartenența confesională.
|  | Graficele sunt indisponibile din cauza unor probleme tehnice. Mai multe informații se găsesc la Phabricator și la wiki-ul MediaWiki. |

Date: Recensăminte sau birourile de statistică - grafică realizată de Wikipedia

## Politică și administrație
Orașul Lehliu Gară este administrat de un primar și un consiliu local compus din 15 consilieri. Primarul, Iulian Iacomi, de la Partidul Social Democrat, este în funcție din 2008. Începând cu alegerile locale din 2024, consiliul local are următoarea componență pe partide politice:
|  | Partid                          | Consilieri | Componența Consiliului | Componența Consiliului | Componența Consiliului | Componența Consiliului | Componența Consiliului | Componența Consiliului | Componența Consiliului | Componența Consiliului | Componența Consiliului |
|  | ------------------------------- | ---------- | ---------------------- | ---------------------- | ---------------------- | ---------------------- | ---------------------- | ---------------------- | ---------------------- | ---------------------- | ---------------------- |
|  | Partidul Social Democrat        | 9          |                        |                        |                        |                        |                        |                        |                        |                        |                        |
|  | Alianța pentru Unirea Românilor | 4          |                        |                        |                        |                        |                        |                        |                        |                        |                        |
|  | Partidul Național Liberal       | 2          |                        |                        |                        |                        |                        |                        |                        |                        |                        |

## Personalități născute aici
- Gheorghe Ghițescu (1915 - 1978), medic;
- Iulian Iacomi (n. 1969), politician;
- Viorel Simion (n. 1981), pugilist;
- Valentin Lemnaru (n. 1984), fotbalist.